# Kōhei Uchimura
Kōhei Uchimura (japanska: 内村 航平), född den 3 januari 1989 i Kitakyushu, Japan, är en japansk gymnast.
Han tog OS-silver i herrarnas fristående, OS-guld i den individuella mångkampen och OS-silver i lagmångkampen i samband med de olympiska gymnastiktävlingarna 2012 i London.
Fyra år tidigare tog han även OS-silver i den individuella mångkampen och OS-silver i lagmångkampen i samband med de olympiska gymnastiktävlingarna i Peking.
Vid olympiska sommarspelen 2016 i Rio de Janeiro tog Uchimura guldmedaljer i både den individuella mångkampen och lagmångkampen.